# Satchelliella crispi
Satchelliella crispi är en tvåvingeart som först beskrevs av Freeman 1953.  Satchelliella crispi ingår i släktet Satchelliella och familjen fjärilsmyggor. Inga underarter finns listade i Catalogue of Life.